# ربيع سفياني
ربيع سفياني لاعب سعودي من مواليد مدينة الرياض ولد في 26 يناير 1987. يلعب في مركز الجناح الايسراو مهاجم .

## مسيرة اللاعب
كانت بداياته في نادي الهلال تعرض إلى اصابة في بداية مشواره وتم الاستغناء عنه من نادي الهلال و وقع في موسم 2008-2009 مع نادي الفتح و لعب معه لمدة 5 مواسم ونصف و تألق مع الفتح وصعد مع الفريق إلى الدوري الممتاز وفاز ببطولة الدوري مع الفتح في موسم 2012-2013 في إنجاز تاريخي للنادي وانضم للمنتخب في فترات متقاطعة وعاد مره أخرى إلى نادي النصر في يناير 2014 بعقد يمتد إلى 3 سنوات وحقق معه الدوري والكأس وانتقل لنادي الفتح بنظام الإعارة وبعده إلى نادي التعاون مطلع عام 2016 بنظام الاعاره من نادي النصر الذي عاد له أخيراً موسم 2017 وسجل له هدفاً في افتتاحية مبارياته في الدوري وانتهى عقده مع النصر مطلع عام 2017ووقع مع نادي الاتحاد في تاريخ 10/01/2017 كلاعب هاوي ووقع مع نادي التعاون صيف 2018 و وقع مع نادي العين في صيف 2020 و لعب بعدها مع نادي هجر ونادي جدة.

## الحياة الشخصية
هو شقيق اللاعب تركي سفياني.